# Las Palmas-Juarez (Teksas)
Las Palmas-Juarez je naseljeno mjesto za statističke potrebe u američkoj saveznoj državi Teksas. Prema popisu stanovništva iz 2010. u njemu je živjelo. stanovnika.